# Maria Kouptchinskaïa
Maria Ievguenievna Kouptchinskaïa (en russe : Мария Евгеньевна Купчинская) est une joueuse de volley-ball russe née le 15 août 1984. Elle mesure 1,81 m et joue au poste de libero. 

## Clubs
| Club                    | De         | À         |
| ----------------------- | ---------- | --------- |
| Ekran Saint-Pétersbourg | 2002-2003  | 2003-2004 |
| Leningradka             | 2004 -2005 | …         |

## Palmarès
- Challenge Cup féminine 2008-2009: Meilleure libero.